# 浄土院 (藤沢市)
浄土院（じょうどいん）は神奈川県藤沢市にある浄土宗の寺院。山号は仏心山。

## 歴史
文禄年間（1592年 - 1596年）光誉により開山。
寛延2年（1749年）火災にあうが、天保元年（1830年）戒雲が再興した。

## 本尊
- 阿弥陀三尊立像 - 中尊阿弥陀如来は像高93.0センチメートル、総高177.5センチメートル。脇侍の観音菩薩、勢至菩薩の像高61.5センチメートル。寄木造、玉眼、江戸時代の作[2]。

## 所在地情報
所在地
- 神奈川県藤沢市菖蒲沢890番地

交通
- 鉄道
  - 湘南台駅（小田急電鉄江ノ島線・相模鉄道・横浜市営地下鉄） - 徒歩で約34分